# Żulin (gromada)
Żulin (do 28 II 1956 Wola Żulińska) – dawna gromada, czyli najmniejsza jednostka podziału terytorialnego Polskiej Rzeczypospolitej Ludowej w latach 1954–1972.
Gromady, z gromadzkimi radami narodowymi (GRN) jako organami władzy najniższego stopnia na wsi, funkcjonowały od reformy reorganizującej administrację wiejską przeprowadzonej jesienią 1954 do momentu ich zniesienia z dniem 1 stycznia 1973, tym samym wypierając organizację gminną w latach 1954–1972.
Gromadę Żulin siedzibą GRN w Żulinie utworzono 29 lutego 1956 w powiecie krasnostawskim w woj. lubelskim w związku z przeniesieniem siedziby gromady Wola Żulińska z Woli Żulińskiej do Żulina i zmianą nazwy jednostki na gromada Żulin.
1 stycznia 1962 do gromady Żulin włączono wieś i kolonię Bzite ze zniesionej gromady Siennica Nadolna w tymże powiecie.
Gromada przetrwała do końca 1972 roku, czyli do kolejnej reformy gminnej.